# Успенская церковь (Панчево)
Успенская церковь (серб. Успенска црква) — православный храм Банатской епархии Сербской православной церкви в городе Панчево в Сербии. Памятник культуры Сербии большого значения.
В конце XVIII века в Панчеве уже действовала православная Преображенская церковь, которая находилась на севере города. Горожане решили воздвигнуть новую церковь, купив в 1794 году участок земли на юге Панчева за 1677 форинтов серебром. Одна вдова пожертвовала будущей церкви земельный участок с небольшим домом, где до 1796 года располагалась школа, переведённая в новое здание. В 1798 году на этом участке была построена временная часовня. В 1801 году за 5000 форинтов был куплен ещё один земельный участок, что завершило формирование территории, на которой сегодня находится Успенский храм.
17 июня 1807 года был заложен фундамент церкви. В строительстве принимал участие и руководитель Первого сербского восстания против Османской империи Карагеоргий. 15 августа 1811 года церковь была освящена. В 1916 году австрийцы отобрали у церкви для военных нужд три малых колокола и медное покрытие колокольни. В 1930—1931 годах проводился капитальный ремонт храма.
Церковь построена в стиле барокко с элементами классицизма и представляет собой однонефное здание с полукруглой апсидой. Над западным входом возвышаются две колокольни. Иконостас церкви был расписан в 1832 году художником Константином Данилом. В 1996 году храм пострадал от пожара.